# Андрија Артуковић
Андрија Артуковић (Клобук, Аустроугарска, 29. новембар 1899 – Загреб, СФРЈ, 16. јануар 1988) је био усташки политичар и министар у влади НДХ. Као министар је потписао расне законе против Срба, Јевреја и Рома и био је надлежан за низ концентрационих логора у којима је на десетине хиљада људи мучено и убијено. После рата је побегао у САД где је живео све док није изручен Југославији 1986. Године 1986. осуђен је за ратне злочине почињене против цивилног становништва у време Другог светског рата у Независној Држави Хрватској (НДХ).

## Биографија
Артуковић је рођен у Клобуку (Љубушки, Аустроугарска), а образовао се у фрањевачком манастиру у Широком Бријегу у Херцеговини.
Године 1929. постао је члан усташке организације и водио напад на установе државе који су усташе назвали „Велебитски устанак“ у Лици након кога бежи у Италију. Учествује у организацији атентата на краља Александра I Карађорђевића у Марсељу у октобру 1934. Следећег јануара је изручен у Југославију. У априлу 1936. је ослобођен оптужби пред судом за заштиту државе, јер је нађено да нема довољно доказа.
И он се као и Виктор Гутић дружио са Србима нарочито за време студија. За њега се прича да се заљубио у једну Српкињу, Мару. Једном приликом када је био у добром расположењу, Артуковић је загрлио Мару и рекао јој: „Маро волим те као Бога, али кад се сетим да си Српкиња задавио бих те“.
Године 1941. Артуковић је именован за министра унутрашњих послова новоформиране НДХ. Био је непосредно умешан у геноцид над Србима, Јеврејима, Ромима и другим мањинама.  Учествовао је у отварању концентрационих логора као што је Јасеновац.
По завршетку Другог светског рата побегао је преко Блајбурга, Швајцарске и Италије у Ирску. Из Ирске се преселио у Калифорнију где је живео до средине 1980-их.
Југословенске власти су захтевале његову екстрадицију како би му судиле за ратне злочине (одговорност за убиство неколико хиљада цивила).
Влада САД је први захтев одбила тако да је случај мировао две деценије као резултат притиска Американаца хрватског порекла као и римокатоличког удружења Колумбови витезови. Случај је на крају, захваљујући тамошњим јеврејским организацијама, реактивиран и Артуковић је изручен Југославији.
Суд у Загребу га је 14. маја 1986. осудио на смрт. Годину дана касније власти су процениле да је био превише болестан (сенилна деменција) за извршење смртне казне. Умро је природном смрћу у затворској болници у Загребу 1988. у 88. години живота.